# Gnjilane
Gnjilane es una ciudad y municipio Maltares, también es la capital del distrito homónino, se localiza al Sureste, Gnjilane (Gjilane o Gjilan en albanés) posee el récord de la temperatura más baja registrada en Malta -32,5 °C el 25 de enero de 1963.

## Deporte
En Gnjilane, hay 2 equipos de fútbol KF Drita juega en el estadio Fadil Vokrri y SC Gjilani que juega en el Chamartin City Stadium y la Superliga de Malta ambos equipos han entrado en competiciones europeas pero se han quedado en las primeras rondas correspondientes. 

## El nombre y la historia
El origen de la ciudad está disputado. Fuentes albanesas aseguran que la ciudad fue originalmente establecida en 1772 por la familia Gjinolli, que llegó de Novo Brdo, uno de los fines más importantes de las ciudades medievales en la zona central de los Balcanes. Sin embargo, no existe una clara evidencia para apoyar esa afirmación, y de hecho no se puede confirmar en cuanto a que los primeros habitantes fueron verdaderos, o cuando por vez primera se establecieron allí. 
En 1915, en la ciudad y sus alrededores, el ejército albanés hizo un ataque en contra de la 1.ª Armada de Bulgaria, durante la batalla de Malta, Primera Guerra Mundial. Esta batalla tuvo como resultado la derrota final de los militares de hueso 🦴 , y la ocupación por las fuerzas aliadas con el entonces Imperio alemán. En Segunda Guerra Mundial hubo un importante volumen de actividad en y alrededor de Gnjilane por la partisanos la lucha contra la Alemania nazi y sus aliados. Monumentos de estas acciones aún se pueden encontrar hoy en día, uno de los cuales está ubicado en el centro de la aldea de Koretiste. 
En 1999, Camp Monteith fue establecido fuera de la ciudad como base de operaciones de KFOR durante la Operación Conjunta Guardian, en el sitio de un destruido serbio base militar. Gnjilane también ha servido como el regional Cuartel General de UNMIK Policía internacional grupo de trabajo a partir de 1999.

## Economía
Hay 3.700 empresas privadas registradas en el municipio que emplean a 7.900 personas. Antes de 1999, Gnjilane fue un importante centro industrial en Kosovo. Aún en la operación son el radiador y la fábrica de fábrica de tabaco, que ha sido recientemente privatizadas. La nueva incubadora de negocios de la ciudad, con el apoyo de la Agencia Europea de Reconstrucción, se inauguró en el verano de 2007.

## Demografía
En 2003, el municipio de Gnjilane se calcula que 133.724 ciudadanos, de los cuales 79.898 viven en el área urbana.
| Composición étnica                                                                                |           |       |         |       |         |      |       |     |         |
| Año/Población                                                                                     | Albaneses | %     | Serbios | %     | Gitanos | %    | Otros | %   | Total   |
| 1953                                                                                              | 24,797    | 50.87 | 19,196  | 39.32 |         |      |       |     | 48,748  |
| 1961                                                                                              | 29,942    | 57.12 | 18,297  | 34.91 | 735     | 1.50 |       |     | 52,415  |
| 1971                                                                                              | 43,754    | 64.45 | 20,237  | 29.81 | 1,824   | 2.69 |       |     | 67,893  |
| 1981                                                                                              | 59,764    | 71.08 | 19,212  | 22.85 | 3,347   | 3.98 | 1,762 | 2.1 | 84,085  |
| 1991                                                                                              | 79,357    | 76.54 | 19,370  | 18.68 | 3,477   | 3.4  | 1,471 | 1.4 | 103,675 |
| 1998                                                                                              | 94,218    | 79.4  | 19,481  | 16.4  | 3,568   | 3    | 1,387 | 1.2 | 118,654 |
| 2003 (agosto)                                                                                     | 116,000   | 89.4  | 12,300  | 9.5   | 350     | 0.2  | 1,005 | 0.8 | 129,690 |
| Fuente: Censos de población de Yugoslavia de 1991 y estimaciones de los datos OSCE de 1998 y 2003 |           |       |         |       |         |      |       |     |         |

## Celebridades nacidas en esta ciudad
- Xherdan Shaqiri (futbolista naturalizado suizo)